# Jahāndīz
Jahāndīz (persiska: جهاندیز, Jahandīz) är en ort i Iran.   Den ligger i provinsen Östazarbaijan, i den nordvästra delen av landet, 400 km nordväst om huvudstaden Teheran. Jahāndīz ligger 1 268 meter över havet och antalet invånare är 141.
Terrängen runt Jahāndīz är varierad, och sluttar söderut. Runt Jahāndīz är det ganska glesbefolkat, med 40 invånare per kvadratkilometer. Närmaste större samhälle är Tark, 12,5 km norr om Jahāndīz. Trakten runt Jahāndīz består i huvudsak av gräsmarker.